# مويلح (حلب)
مويلح  قرية سوريّة تتبع إداريّاً لمحافظة حلب منطقة عين العرب ناحية صرين، بلغ تعداد سكانها 273 نسمة حسب التعداد السكاني لعام 2004.